# Diego Fernández de Herrera

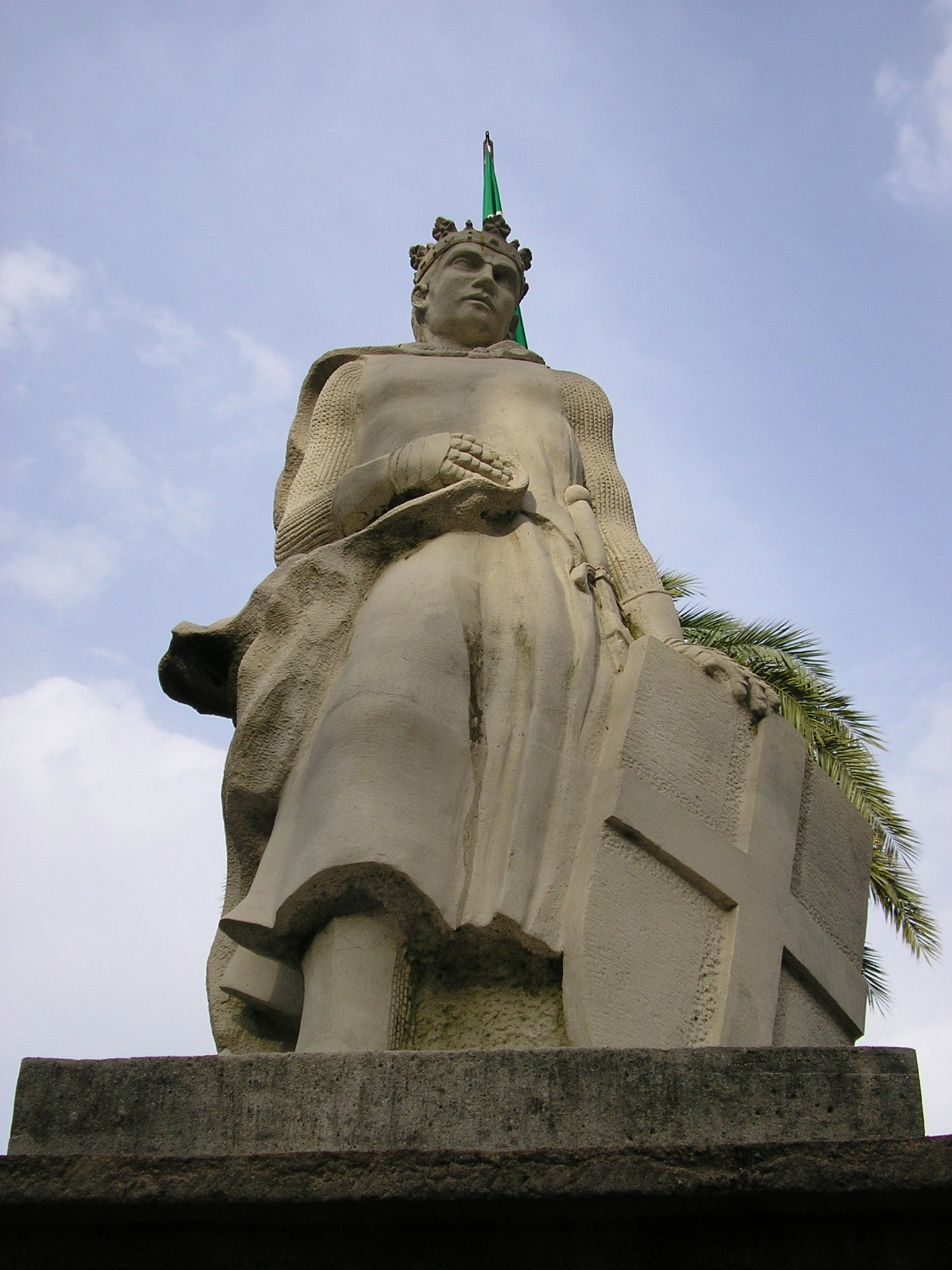
Alfonso XI, el Justiciero, Rey de Castilla, nació en Salamanca el 13 de agosto de 1311; hijo del Rey Fernando IV y padre del rey Pedro I El Cruel. Murió en el sitio de Gibraltar el 26 de marzo de 1350 de peste negra. Esta escultura de la Avenida Blas Infante es de 1971 y fue realizada por Carlos Gómez de Avellaneda.

Diego Fernández de Herrera fue un ilustre caballero jerezano que defendió Jerez de la Frontera de las últimas invasiones árabes. Luchó en 1339 bajo el reinado de Alfonso XI de Castilla contra los continuos asaltos de Abú-Malik a quien los historiadores han llamado el Infante tuerto Abomelique Picazo, hijo del Emperador reinante en Marruecos.

## Historia
Diego Fernández de Herrera propuso marchar solo para acabar con Abomelique. Había estado largo tiempo en África cautivo; por ello conocía los usos y las costumbres de los contrarios. Se disfrazó de árabe y se internó entre sus enemigos muy próximo a la tienda de Abú-Malik. Al amanecer los de Jerez llegaron al campamento y lo atacaron con gran estrépito de tambores. Abú-Malik salió precipitadamente de su tienda, pidiendo sus armas y su caballo, y Herrera, que lo esperaba, se dirigió ante él, y, dándole una certera lanzada, lo dejó tendido en el suelo cadáver, provocando la desbandada. Volvió a la ciudad lleno de heridas y murió quince días después, siendo enterrado con gran pompa. Fue recompensado con el título de libertador del pueblo jerezano con que ha sido conservada su memoria.
En 1782, haciéndose las primeras excavaciones en la Iglesia de San Marcos de Jerez de la Frontera, se halló su cadáver.